# Луговая (платформа)
Лугова́я — остановочный пункт Савёловского направления Московской железной дороги в одноимённом микрорайоне города Лобня Московской области. Находится в 30 км от Савёловского вокзала, время движения от вокзала — 47 минут.
Прямое сообщение на Белорусско-Смоленское направление.
Пассажирское сообщение осуществляется электропоездами. Самые дальние пункты беспересадочного сообщения (декабрь 2010 года):
- В северном направлении: Савёлово, Дубна, Жёлтиково (суббота, воскресенье)
- В южном направлении:

- В направлении из Луговой: Бородино, Звенигород
- В направлении в Луговую: Бородино, Звенигород, Усово

Состоит из двух боковых платформ, соединённых пешеходными настилами с северной и южной оконечностей, расположена на изгибе железнодорожного пути. Один из немногих остановочных пунктов с «загибающимися» платформами. Для контроля над высадкой и посадкой пассажиров локомотивной бригадой оборудованы специальные мостки. На западной платформе имеется кассовое помещение.
Севернее платформы действует охраняемый и оборудованный шлагбаумом переезд на дороге от Рогачёвского шоссе (квартал Киовы Горки г. Лобни), огибающей затем территорию ВНИИ кормов им. В. Р. Вильямса и через улицы Центральную и Фрунзе микрорайона Луговая выходящей к деревне Шолохово близ Дмитровского шоссе.
В 2014—2015 годах произведён капитальный ремонт обеих береговых платформ.